# Protetyka ortopedyczna
Protetyka ortopedyczna − dział ortopedii zajmujący się zabezpieczaniem ubytków w narządzie ruchu za pomocą sztucznych elementów konstrukcyjnych (protez).